# 基瓦巴恩佐吉
9°02′38″S 16°34′26″E / 9.04389°S 16.57389°E
基瓦巴恩佐吉（葡萄牙語：Cuaba Nzoji），是個位於安哥拉北部的城鎮，由馬蘭哲省負責管轄，西鄰卡蘭杜拉，面積3,019平方公里，2006年人口48,348，人口密度每平方公里16人。